# Ivanivka, Horohiv
Ivanivka (în ucraineană Іванівка) este un sat în comuna Horișnie din raionul Horohiv, regiunea Volînia, Ucraina.

## Demografie
Componența lingvistică a localității Ivanivka
     Ucraineană (100%)
Conform recensământului din 2001, toată populația localității Ivanivka era vorbitoare de ucraineană (100%).